# Giureci-Slobodan Ghera
Giureci-Slobodan Ghera (n. 15 aprilie 1979, Carașova, Caraș-Severin, România) este un deputat român, ales în 2012 din partea minorităților naționale.